# 鍋城
鍋城（なべじょう）は、熊本県球磨郡多良木町にあった中世の日本の城（山城）。

## 概要
熊本県球磨郡多良木町黒肥地字鍋城の丘陵南端の標高222mに位置する。東西にそれぞれ小椎川と栖山川が流れ、南麓で合流している。南西側の登城口に大手下の字名が残る。丘上にはかつて長さ43m、底幅5.5mの堀切があり、南側が本丸と二の丸の2区画に分かれていた。

## 歴史
当城は上球磨の要地にあり、古くから上相良氏（多良木氏）の本拠地だった。文安5年（1448年）に多良木頼観・頼仙が永留長続に雀ケ森で討ち取られると、上相良氏は滅亡した。これにより相良氏本宗は長続が継ぎ、多良木氏の旧領は子の頼泰に与えられた。
長享元年（1487年）に陰謀が発覚して頼泰が殺されると、多良木城や鍋城は宗家の相良為続の支配下に戻った。天文14年（1545年）には、頼泰の孫で八代岡の地頭・相良治頼を推戴して人吉衆が反乱を起そうとしたが、計画が漏れて治頼は鍋城に拠ろうとした。しかし城代の税所源兵衛尉が入城を拒み、治頼は耳取原で戦って敗れた。永禄2年（1559年）の獺野原の戦いでは東長兄ら人吉勢が当城を本拠とし、湯前城の丸目頼美らに対峙している。